# Vaňovský přístav
Přístav ve Vaňově leží na říčním kilometru 768,0–768,6, v ohybu silnice I/30, v katastrálním území Vaňov. Vlečkou je napojen na železniční trať Praha – Ústí nad Labem – Děčín.

## Reference

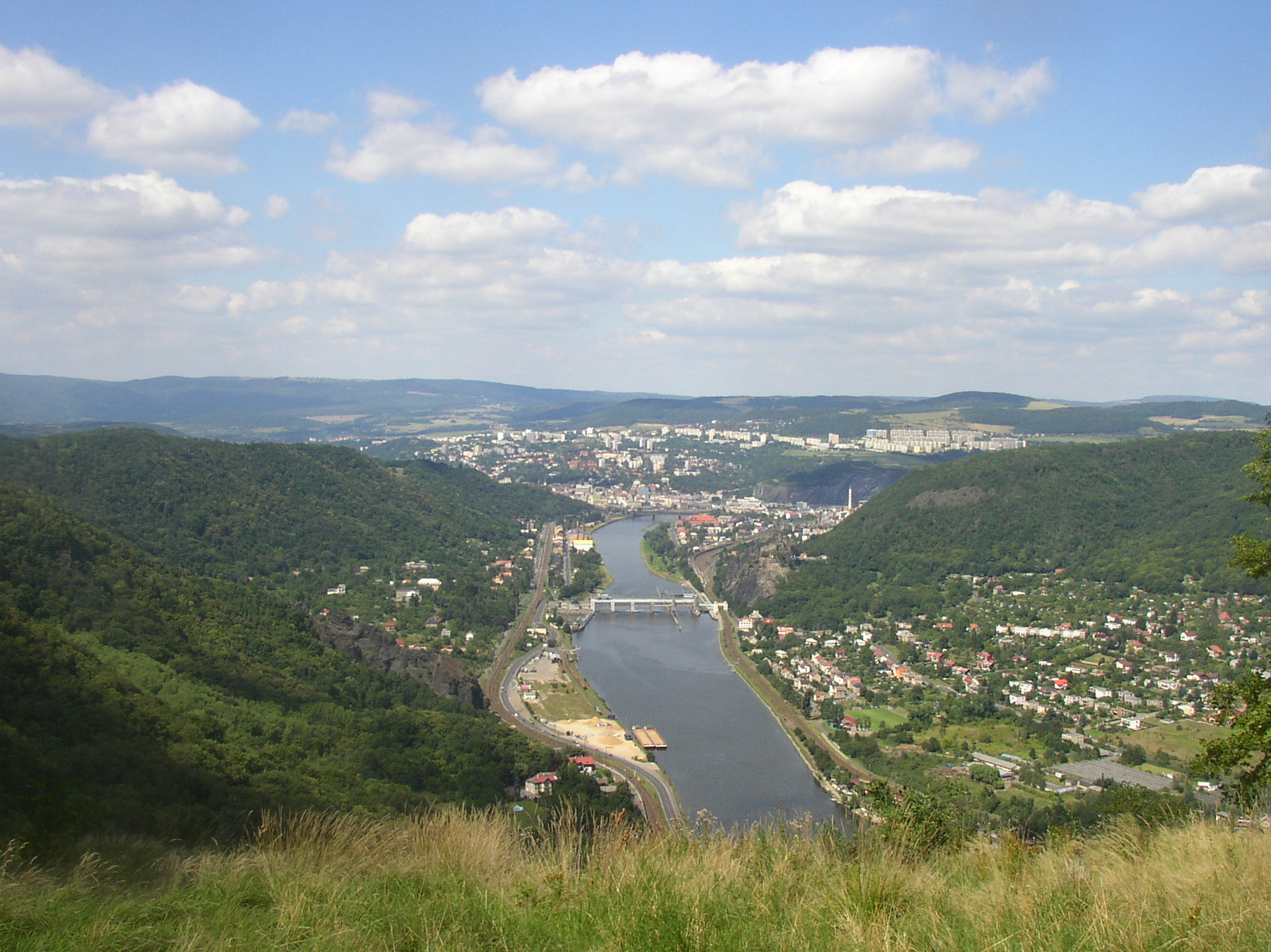
Pohled na přístav z Vaňovské skály

## Historie
Přístav byl vybudován v 70. letech 20. století pro přepravu hnědého uhlí do chvaletické elektrárny. Nakládka probíhala od roku 1977 ve vaňovském překladišti a v lovosickém přístavu, vykládka v přístavu Chvaletice, odkud bylo uhlí dopravováno do elektrárny po železnici. 